# Осада Жироны (1809)
Третья осада Жироны — эпизод Пиренейской войны; длившаяся семь месяцев осада французской армией испанского города Жирона, продолжавшаяся с 6 мая по 12 декабря 1809 года.
Город осаждали около 18 тыс. французских и вестфальских солдат. На протяжении большей части осады французами командовал генерал Лоран де Гувион Сен-Сир. После 12 октября командование перешло к маршалу Пьеру Ожеро. Обороной Жироны руководил генерал Мариано Альварес де Кастро, силы которого насчитывали около 5,6 тыс. человек регулярных войск и ополченцев. Жирона продержалась до 12 декабря, когда болезни и голод заставили её капитулировать.

## Предыстория

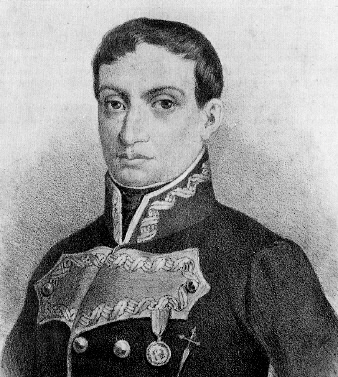
Генерал Мариано Альварес де Кастро

После того как в 1808 году Жозеф Бонапарт вступил на престол Испании, в следующем году генерал Альварес, комендант цитадели Монтжуик в Барселоне, получил приказ передать крепость французам, несмотря на свою готовность сопротивляться. Альварес выполнил приказ, но, покинув Барселону, присоединился к испанским повстанцам, борющимся против французского правления. Испанская хунта в Кадисе назначила его командующим армией Каталонии и губернатором Жироны, города с гарнизоном в 3,4-5,6 тыс. регулярных войск из полка Ultonia.
Приняв 1 февраля 1809 года командование над этим стратегически важным городом, генерал Альварес немедленно начал готовиться к обороне, потребовав заготовить провизию для 7 тыс. человек. 1 апреля он огласил свой знаменитый указ о том, что в случае нападения на город он немедленно казнит любого, кто упомянет сдачу или капитуляцию. 3 мая 1717 добровольцев из числа местных жителей получили в арсенале оружие.

## Осада

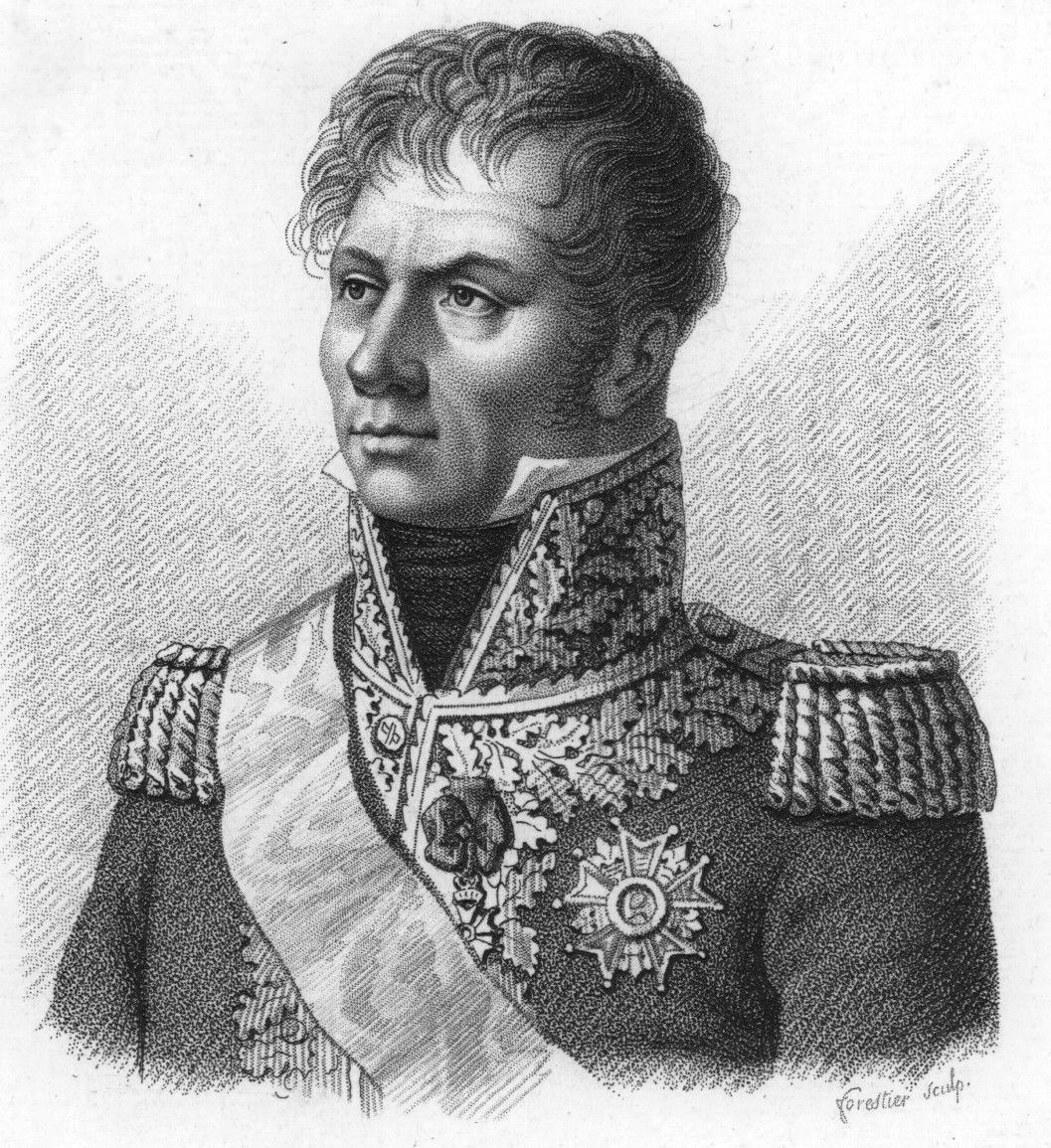
Генерал Лоран де Гувион Сен-Сир

В начале мая 1809 года Сен-Сир приступил к установке артиллерии и строительству укреплений. Он установил 40 батарей, которые в течение следующих семи месяцев выпустили по городу около 20 тыс. фугасов и 60 тыс. ядер. 12 июня Альварес отклонил предложенные французами условия капитуляции, и генерал Сен-Сир приказал продолжить обстрел в ночь на 14 июня.
В конце сентября генерал Сен-Сир, узнав о назначении Ожеро, покинул свою ставку, возмущенный тем, что нетерпеливый Наполеон заменил его другим военачальником. Таким образом, он на несколько дней оставил войска без командующего.
Хотя цитадель Жироны, которая, как и цитадель Барселоны, также носила название Монтжуик, была взята французами ещё в августе, Альварес забаррикадировался в городе, и битва продолжалась ещё четыре месяца, прежде чем тяжело больной Альварес передал командование бригадному генералу Хуану Боливару. Через два дня, 12 декабря, город капитулировал. По оценкам, погибло около 10 тыс. защитников (солдат и гражданских лиц). Французские потери составляли приблизительно 15 тыс. человек, более половины из которых были вызваны болезнями.
Из-за своей длительности и больших потерь, понесённых французами, сопротивление города сослужило испанцам хорошую службу. Битва стала одной из легенд Пиренейской войны, а сам Альварес стал национальным героем. Несмотря на плохое состояние здоровья, французы сначала посадили его и других офицеров из Жироны в тюрьму в Перпиньяне, а затем отправили его на суд за измену в замок Сан-Ферран, где он умер в следующем месяце. Такое отношение французов было связано с тем, что Альварес и другие испанские генералы и офицеры рассматривались ими не как полноправные комбатанты, но как повстанцы, изменившие «законному королю» Хосе (брату императора Наполеона, Жозефу Бонапарату).